# Svetovno prvenstvo v veslanju 2007
30. Svetovno prvenstvo v veslanju se je odvijalo med 26. avgustom in 2. septembrom 2007 v Münchnu, Nemčija.

## Medalje
| Mesto | Država                     |    |    |    | Skupaj |
| ----- | -------------------------- | -- | -- | -- | ------ |
| 1     | Združeno kraljestvo        | 3  | 2  | 6  | 11     |
| 2     | Avstralija                 | 3  | 2  | 2  | 7      |
| 3     | ZDA                        | 3  | 1  | 1  | 5      |
| 4     | Italija                    | 2  | 2  | 2  | 6      |
| 5     | Nova Zelandija             | 2  | 2  | 0  | 4      |
| 6     | Belorusija                 | 2  | 1  | 0  | 3      |
| 7     | Poljska                    | 2  | 0  | 2  | 4      |
| 8     | Nizozemska                 | 2  | 0  | 1  | 3      |
| 9     | Brazilija                  | 2  | 0  | 0  | 2      |
| 10    | Nemčija                    | 1  | 6  | 3  | 10     |
| 11    | Kanada                     | 1  | 0  | 3  | 4      |
| 12    | Ljudska republika Kitajska | 1  | 0  | 2  | 3      |
| 13    | Danska                     | 1  | 0  | 1  | 2      |
| 14    | Slovenija                  | 1  | 0  | 0  | 1      |
| 15    | Francija                   | 0  | 4  | 0  | 4      |
| 16    | Romunija                   | 0  | 1  | 1  | 2      |
| 17    | Bolgarija                  | 0  | 1  | 0  | 1      |
| 17    | Češka                      | 0  | 1  | 0  | 1      |
| 17    | Finska                     | 0  | 1  | 0  | 1      |
| 17    | Grčija                     | 0  | 1  | 0  | 1      |
| 17    | Srbija                     | 0  | 1  | 0  | 1      |
| 22    | Estonija                   | 0  | 0  | 1  | 1      |
| 22    | Izrael                     | 0  | 0  | 1  | 1      |
| 22    | Norveška                   | 0  | 0  | 1  | 1      |
| Total | Total                      | 18 | 18 | 19 | 55     |

## Dobitniki medalj
| Disciplina:                        | Zlato: | Čas     | Srebro: | Čas     | Bron: | Čas     |
| Moški                              | |         | |         | |         |
| Enojec                             | Nova Zelandija Mahe Drysdale | 6:45.67 | Češka Ondrej Synek | 6:46.48 | Norveška Olaf Tufte | 6:47.58 |
| Dvojni dvojec                      | Slovenija Luka Špik (b) Iztok Čop (s) | 6:16.65 | Francija · Jean-Baptiste Macquet (b) · Adrien Hardy (s) | 6:16.93 | Estonija Tonu Endrekson (b) Jüri Jaanson (s) | 6:18.32 |
| Dvojni četverec                    | Poljska Konrad Wasielewski (b) Marek Kolbowicz (2) Michal Jelinski (3) Adam Korol (s) | 5:49.42 | Francija · Jean-David Bernard (b) · Cédric Berrest (2) · Jonathan Coeffic (3) · Julien Bahain (s) | 5:50.95 | Nemčija · Rene Bertram (b) · Karsten Brodowski (2) · Hans Gruhne (3) · Robert Sens (s) | 5:52.40 |
| Dvojec s krmarjem                  | Poljska Dawid Paczes (b) Lukasz Kardas (s) Daniel Trojanowski (c) | 7:00.10 | Italija Francesco Gabriele (b) Valerio Massimo (s) Gianluca Barattolo (c) | 7:01.84 | Kanada · Kristopher McDaniel (b) · Derek O'Farrell (s) · Brian Price (c) | 7:02.94 |
| Dvojec brez krmarja                | Avstralija · Drew Ginn (b) · Duncan Free (s) | 6:24.89 | Nova Zelandija Nathan Twaddle (b) George Bridgewater (s) | 6:30.19 | Združeno kraljestvo Colin Smith (b) Matthew Langridge (s) | 6:31.06 |
| Četverec s krmarjem                | ZDA · Matthew Deakin (b) · Daniel Beery (2) · Samuel Burns (3) · Christopher Liwski (s) · Edmund del Guercio (c)                                                                                   | 6:10.36 | Srbija Marko Marjanović (b) Jovan Popović (2) Goran Jagar (3) Matthias Flach (s) Saša Mimić (c) | 6:11.17 | Nemčija · Florian Mennigen (b) · Stephan Koltzk (2) · Philipp Naruhn (3) · Matthias Flach (s) · Martin Sauer (c)                                                                            | 6:12.49 |
| Četverec brez krmarja              | Nova Zelandija Carl Meyer (b) James Dallinger (2) Eric Murray (3) Hamish Bond (s) | 5:54.24 | Italija Carlo Mornati (b) Alessio Sartori (2) Niccolo Mornati (3) Lorenzo Carboncini (s) | 5:55.15 | Nizozemska Geert Cirkel (b) Matthijs Vellenga (2) Jan-Willem Gabriels (3) Gijs Vermeulen (s)                                                                                                | 5:55.49 |
| Osmerec s krmarjem                 | Kanada · Kevin Light (b) · Ben Rutledge (2) · Andrew Byrnes (3) · Jake Wetzel (4) · Malcolm Howard (5) · Dominic Seiterle (6) · Adam Kreek (7) · Kyle Hamilton (s) · Brian Price (c)               | 5:34.92 | Nemčija · Joerg Diessner (b) · Florian Eichner (2) · Ulf Siemes (3) · Jan Tebruegge (4) · Sebastian Schulte (5) · Thorsten Engelmann (6) · Philipp Stueer (7) · Bernd Heidicker (s) · Peter Thiede (c)                    | 5:37.19 | Združeno kraljestvo Tom James (b) Tom Stallard (2) Tom Lucy (3) Tom Solesbury (4) Josh West (5) Richard Egington (6) Robin Bourne-Taylor (7) Alastair Heathcote (s) Acer Nethercott (c)     | 5:37.95 |
| Lahki enojec                       | Nova Zelandija Duncan Grant | 6:53.89 | Italija Lorenzo Bertini | 6:57.43 | Nizozemska Jaap Schouten | 6:58.81 |
| Lahki dvojni dvojec                | Danska Mads Rasmussen (b) Rasmus Quist (s) | 6:24.21 | Grčija Dimitrios Mougios (b) Vasileios Polymeros (s) | 6:25.89 | Združeno kraljestvo Zac Purchase (b) Mark Hunter (s) | 6:26.92 |
| Lahki dvojni četverec              | Italija Leonardo Pettinari (b), Daniele Gilardoni (2) Luca Moncada (3) Daniele Danesin (s) | 6:01.70 | Francija · Remi di Girolamo (b) · Pierre-Etienne Pollez (2) · Maxime Goisset (3) · Fabien Dufour (s) | 6:02.94 | Združeno kraljestvo Simon Jones (b) Robert Williams (2) Chris Bartley (3) Dave Currie (s)                                                                                                   | 6:03.83 |
| Lahki dvojec brez krmarja          | Italija Andrea Caianiello (b) Armando Dell'Aquila (s) | 6:38.00 | Nemčija · Jochen Kuehner (b) · Martin Kuehner (s) | 6:39.43 | Avstralija · Ross Brown (b) · Michael McBryde (s) | 6:42.05 |
| Lahki četverec brez krmarja        | Združeno kraljestvo Richard Chambers (b) James Lindsay-Fynn (2) Paul Mattick (3) James Clarke (s)                                                                                                  | 6:16.21 | Francija · Franck Solforosi (b) · Jeremy Pouge (2) · Jean-Christophe Bette (3) · Fabien Tilliet (s) | 6:17.43 | Italija Jiri Vlcek (b) Catello Amarante (2) Salvatore Amitrano (3) Bruno Mascarenhas (s) | 6:17.49 |
| Lahki osmerec s krmarjem           | Nizozemska Tom van den Broek (b) Pieter Bottema (2) Wolter Blankert (3) Dennis Beemsterboer (4) Maarten Tromp (5) Arnoud Greidanus (6) Alwin Snijders (7) Marshall Godschalk (s) Peter Wiersum (c) | 5:42.06 | Nemčija · Matthias Schoemann-Finck (b) · Jost Schoemann-Finck (2) · Martin Rueckbrodt (3) · Ole Ruekbrodt (4) · Bjorern Steinfurth (5) · Matthias Veit (6) · Lutz Ackermann (7) · Joel El-Qalqili (s) · Felix Erdmann (c) | 5:44.52 | Italija Luigi Scala (b) Giorgio Tuccinardi (2) Livio la Padula (3) Salvatore di Somma (4) Michele Savrie (5) Dario Cesarola (6) Nicola Moriconi (7) Fabrizio Gabriele (s) Andrea Lenzi (c)  | 5:46.33 |
| Ženske                             | |         | |         | |         |
| Enojec                             | Belorusija Ekaterina Karsten-Hodotovič | 7:26.52 | Bolgarija Rumjana Nejkova | 7:27.91 | ZDA · Michelle Guerette | 7:28.48 |
| Dvojni dvojec                      | Ljudska republika Kitajska Qin Li (b) Liang Tian (s) | 6:54.38 | Nova Zelandija Georgina Evers-Swindell (b) Caroline Evers-Swindell (s) | 6:57.72 | Združeno kraljestvo Elise Laverick (b) Anna Bebington (s) | 6:57.74 |
| Dvojni četverec                    | Združeno kraljestvo Annie Vernon (b) Debbie Flood (2) Frances Houghton (3) Katherine Grainger (s)                                                                                                  | 6:30.81 | Nemčija · Kathrin Boron (b) · Manuela Lutze (2) · Britta Oppelt (3) · Stephanie Schiller (s) | 6:32.02 | Ljudska republika Kitajska Bin Tang (b) Aihua Xi (2) Ziwei Jin (3) Guixin Feng (s) | 6:33.91 |
| Dvojec brez krmarke                | Belorusija Julija Bičik (b) Natallia Helah (s) | 7:06.56 | Nemčija · Nicole Zimmermann (b) · Elke Hipler (s) | 7:07.99 | Romunija Georgeta Damian-Andrunache (b) Viorica Susanu (s) | 7:08.87 |
| Četverec brez krmarke              | ZDA · Portia McGee (b) · Erin Cafaro (2) · Rachel Jeffers (3) · Megan Dirkmaat (s) | 6:37.94 | Nemčija · Nina Wengert (b) · Nadine Schmutzler (2) · Kerstin Naumann (3) · Silke Guenther (s) | 6:40.36 | Avstralija · Phoebe Stanley (b) · Katelyn Gray (2) · Emily Martin (3) · Victoria Roberts (s)                                                                                                | 6:43.03 |
| Osmerec s krmarko                  | ZDA · Brett Sickler (b) · Lindsay Shoop (2) · Anna Goodale (3) · Samantha Magee (4) · Anna Mickelson (5) · Zsuzsanna Francia (6) · Caroline Lind (7) · Caryn Davies (s) · Mary Whipple (c)         | 6:17.20 | Romunija Rodica Serban-Florea (b) Viorica Susanu (2) Simona Musat-Strimbeschi (3) Ana Maria Apachitei (4) Aurica Barascu (5) Ioana Papuc (6) Georgeta Damian-Andrunache (7) Doina Ignat (s) Elena Georgescu-Nedelc (c)    | 6:18.33 | Združeno kraljestvo Carla Ashford (b) Baz Moffat (2) Alice Freeman (3) Louisa Reeve (4) Natasha Howard (5) Alison Knowles (6) Katie Greves (7) Jessica-Jane Eddie (s) Caorline O'Connor (c) | 6:19.66 |
| Lahki enojec                       | Nizozemska Marit van Eupen | 7:38.02 | ZDA · Jennifer Goldsack | 7:39.59 | Kanada · Melanie Kok | 7:45.24 |
| Lahki dvojni dvojec                | Avstralija · Amber Halliday (b) · Marguerite Houston (s) | 7:07.18 | Finska Sanna Sten (b) Minna Nieminen (s) | 7:07.41 | Danska · Katrin Olsen (b) · Juliane Rasmussen (s) Nemčija · Berit Carow (b) · Marie-Louise Draeger (s)                                                                                      | 7:08.97 |
| Lahki dvojni četverec              | Avstralija · Bronwen Watson (b) · Miranda Bennett (2) · Alice McNamara (3) · Tara Kelly (s) | 6:35.97 | Združeno kraljestvo Sophie Hosking (b) Laura Greenhalgh (2) Mathilde Pauls (3) Jane Hall (s) | 6:38.78 | Ljudska republika Kitajska Jing Liu (b) Jing Jia (2) Hua Yu (3) Shimin Yan (s) | 6:40.32 |
| Paralimpijske discipline           | |         | |         | |         |
| Enojec "roke"                      | Združeno kraljestvo Tom Aggar | 5:13.13 | Avstralija · Dominic Monypenny | 5:14.72 | Izrael Eli Nawi | 5:15.04 |
| Ženski enojec "roke"               | Brazilija Claudia Santos | 5:57.58 | Belorusija Liudmila Vauchok | 5:58.57 | Poljska Martyna Snopek | 6:08.54 |
| Dvojni dvojec "trup"               | Brazilija Lucas Pagani (b) Josiane Lima (s) | 4:10.69 | Avstralija · John MacLean (b) · Kathryn Ross (s) | 4:13.24 | Poljska Piotr Majka (b) Yolanta Pawlak (s) | 4:16.74 |
| Četverec s krmarjem "roke in trup" | Nemčija · Kathrin Wolff (b) · Marcus Klemp (2) · Michael Sauer (3) · Susanne Lackner (s) · Arne Maury (c)                                                                                          | 3:34.99 | Združeno kraljestvo Victoria Hansford (b) Alan Crowther (2) Alastair McKean (3) Naomi Riches (s) Alan Sherman (c) | 3:36.19 | Kanada · Anthony Theriault (b) · Scott Rand (2) · Meghan Montgomery (3) · Victoria Nolan (s) · Laura Comeau (c)                                                                             | 3:37.19 |